# Bissau
Bissau je glavno mesto Gvineje Bissau in s približno 423.000 prebivalci (po oceni leta 2011) največje mesto te zahodnoafriške države, kjer živi skoraj četrtina njenih prebivalcev. Je administrativno in kot pomembno pristaniško mesto tudi gospodarsko središče Gvineje Bissau. Stoji na zahodu države, na severnem bregu delte reke Geba. Prebivalstvo je etnično mešano in govori številne jezike, prevladuje pa portugalska kreolščina. Gvineja Bissau je ena najrevnejših držav, samo prestolnico pa je močno prizadela tudi državljanska vojna konec 1990. let, po kateri se mesto le počasi pobira.

## Zgodovina
Območje, kjer zdaj stoji Bissau, je pred stoletji pripadalo ljudstvu Papei. Zametek današnjega naselja je nastal konec 15. stoletja, ko so afro-portugalski lovci na sužnje postavili postojanko na otoku v delti reke Geba, ki je zdaj polotok. Portugalci so 1753 zaradi strateške lege tu postavili trdnjavo, a območja niso imeli pod nadzorom, zato so se občasno spopadali z domačini. V začetku 19. stoletja je propadla trgovina s sužnji, kar je uničilo gospodarski temelj naselja, a si je Bissau opomogel in leta 1869 postal lokalno administrativno središče. Domačini so se upirali vse do začetka druge svetovne vojne, zato je bil Bissau večino svoje zgodovine razmeroma nepomembno kolonialno mestece.
To se je spremenilo leta 1941, ko je bil določen za prestolnico kolonije Portugalska Gvineja, kar je sprožilo val priseljevanja najrazličnejših etničnih skupin. V 1950. letih je v mestu nastalo gibanje za neodvisnost. Leta 1959 je policija nasilno zatrla stavko pristaniških delavcev, kar je sprožilo vojno za neodvisnost od Portugalske. Do njenega konca leta 1974 se je zaradi beguncev, ki so iskali zatočišče v razmeroma varnem mestnem okolju, število prebivalcev potrojilo na 80.000. Leta 1980 je prišel na oblast João Bernardo Vieira, pod katerim je mesto zaradi liberalizacije gospodarstva napredovalo, potem pa je nastopila serija gospodarskih kriz. Vieira je bil strmoglavljen leta 1999 po skoraj leto dni trajajoči državljanski vojni, med katero je večina bojev potekala prav v Bissauju. Od takrat zaradi revščine mesto le počasi obnavljajo, hiter prirast prebivalstva pa se ni ustavil.